# Имя существительное в македонском языке

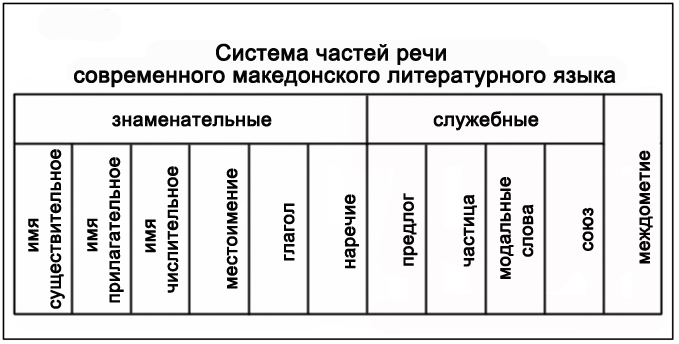

И́мя существи́тельное в македо́нском языке́ (макед. именка во македонскиот јазик) — знаменательная часть речи македонского языка, называющая предметы и одушевлённые существа. Характеризуется грамматическими категориями рода, числа и определённости — неопределённости. Среди македонских существительных выделяются имена собственные, нарицательные, собирательные, вещественные и отвлечённые. Последние три группы образуют класс неисчисляемых существительных.
Внутри класса мужского рода выделяется подкласс имён — названий лиц мужского пола, противопоставленный всем прочим существительным. Помимо общей формы множественного числа грамматически релевантны формы счётного и собирательного множественного числа.
В сравнении с праславянским состоянием у имён существительных македонского языка произошли такие изменения, как утрата падежной системы, утрата форм двойственного числа и образование новой категории в классе нарицательных существительных — определённости — неопределённости.
Падежные отношения у существительных стали выражаться аналитическими средствами — с помощью порядка слов, предлогов и местоимений, дублирующих существительные в функции прямого и косвенного дополнения. У некоторых групп существительных сохранились остатки падежных форм, употребление которых в современном македонском языке не является обязательным — формы не-номинативного/косвенного падежа и формы звательного падежа. Грамматический детерминатор определённости, постпозитивный артикль (член), имеет варианты: с морфом -т-, не выражающим пространственного признака, и с морфами -в-/-н-, указывающими на близость/удалённость предмета.
Определяющую роль в словообразовании имени существительного македонского языка играет суффиксация.

## Число и род
Категория числа (број) выражается противопоставлением существительных двух классов: единственного (еднина) и множественного (множина). Числа различаются морфологически, при помощи флексий, при этом окончания, прежде всего в единственном числе, выражают одновременно и категорию рода, и категорию числа. Синтаксически различия по числам могут быть выражены с помощью согласуемых с существительными слов: прилагательных, порядковых числительных и местоимений, а также глаголов в l-форме. При этом для неизменяемых слов синтаксический способ различия является единственным. Помимо общей формы (обична множина) выделяются формы счётного (избројана множина) и собирательного (збирна множина) множественного числа.
Имена существительные изменяются по родам (род) только в единственном числе. Выделяются имена существительные трёх грамматических родов: мужского (машки род), женского (женски род) и среднего (среден род). Исключение составляют слова pluralia tantum, не имеющие категории рода. Различия по родам выражаются как морфологически, при помощи флексий, так и синтаксически — с помощью согласуемых с существительными слов (согласуемых определений): прилагательных, порядковых числительных и местоимений. Согласуются по роду с существительным-подлежащим также сказуемые — глаголы в l-форме. Категория рода может проявляться помимо прочего в возможности замены существительного местоимением 3-го лица единственного числа: татко «отец» — тој «он»; птица «птица» — таа «она»; поле «поле» — тоа «оно». Отчасти категория рода морфологически проявляется и у существительных множественного числа, что отражено в форме флексии мужского и женского рода, с одной стороны, и в форме флексии среднего рода — с другой: судии «судьи»; градови «города»; ноќи «ночи»; жени «жёны, женщины» — но деца «дети»; села «сёла»; полиња «поля»; девојчиња «девочки».

### Единственное число

#### Мужской род
Существительные мужского рода единственного числа характеризуются грамматической моделью на согласный с флексией -ø: леб «хлеб»; град «город»; коњ «конь», в том числе имена собственные: Стојан; Јован; Драган. Часть одушевлённых существительных, обозначающих лиц мужского пола (включая термины родства, уменьшительные имена, пейоративы и прочее), в том числе и из новой заимствованной лексики, имеют окончания на гласные -а, -о, -е, реже -и, -у: слуга «слуга»; судија «судья»; татко «отец»; дедо «дед»; чичко «дядя»; аташе «атташе»; денди «денди»; гуру «гуру», а также имена собственные: Илија; Коста; Марко; Велко; Блаже; Јане; Миле. К существительным мужского рода в числе прочих относятся названия месяцев на -и: јуни «июнь».
Согласование других частей речи с существительными мужского рода: висок човек «высокий человек»; некој човек «какой-то человек»; овој човек «этот человек»; еден човек «один человек»; рекол еден човек «сказал один человек».

#### Женский род
Существительные женского рода единственного числа оканчиваются на гласную -а: куќа «дом»; соба «комната»; земја «земля, страна»; жена «жена, женщина», в том числе имена собственные: Марија; Лилјана; Станка; Ангелина. Часть существительных, относящихся в основном к непродуктивному разряду слов на -ост, характеризуется флексией -ø: власт «власть»; радост «радость»; глупост «глупость», а также ноќ «ночь»; сол «соль». Ряд недавних заимствованных слов, обозначающих лиц женского пола, может иметь флексию -и: леди «леди». Кроме того, на -и, а также на -е в женском роде оканчиваются некоторые имена собственные: Махи; Лиле.
Согласование других частей речи с существительными женского рода: висока жена «высокая женщина»; некоја жена «какая-то женщина»; оваа жена «эта женщина»; една жена «одна женщина»; рекла една жена «сказала одна женщина».

#### Средний род
Существительные среднего рода единственного числа имеют флексии -о, -е: вретено «веретено»; село «село»; писмо «письмо»; решо «электроплитка»; лице «лицо»; поле «поле»; училиште «школа»; знаме «знамя»; сиже «сюжет»; ателје «ателье». К среднему роду могут относиться и существительные, обозначающие живых существ: девојче «девочка»; момче «мальчик»; дете «ребёнок»; теле «телёнок». Заимствования из иностранных языков, нетипичные для македонского языка, такие, как клише «клише»; интервју «интервью»; такси «такси», также относятся к среднему роду. Некоторые из недавних заимствований, например, виски «виски», относящиеся к среднему роду, в разговорной речи могут употребляться как существительные мужского рода.
Согласование других частей речи с существительными среднего рода: високо дрво «высокое дерево»; високо дете «высокий ребёнок»; некое дрво «какое-то дерево»; некое дете «какой-то ребёнок»; ова дрво «это дерево»; ова дете «этот ребёнок»; едно дрво «одно дерево»; едно дете «один ребёнок»; рекло едно дете «сказал один ребёнок».

### Множественное число

#### Общая форма
Большинство существительных мужского и женского рода во множественном числе имеют окончание -и.
Существительные мужского рода: заб «зуб» — заби; коњ «конь» — коњи; маж «муж, мужчина» — мажи; израз «выражение» — изрази; прозорец «окно» — прозорци; Македонец «македонец» — Македонци; Германец «немец» — Германци; старец «старик» — старци; селанец «крестьянин» — селани. При образовании множественного числа перед окончанием -и происходит чередование гласных и согласных: орел «орёл» — орли; лакот «локоть» — лакти; театар «театр» — театри; калибар «калибр» — калибри; министер «министр» — министри; јунак «герой» — јунаци; волк «волк» — волци; работник «рабочий» — работници; Грк «грек» — Грци; полог «куриное гнездо» — полози; белег «знак» — белези; митинг «митинг» — митинзи; успех «успех» — успеси; монарх «монарх» — монарси. Суффикс -ин у существительных во множественном числе выпадает: граѓанин «гражданин» — граѓани; Србин «серб» — срби; Турчин «турок» — Турци. В чередовании свистящих и заднеязычных согласных, которое охватывает все слова мужского рода при образовании множественного числа, не участвует в, возникшее на месте этимологического х: орев «орех» — ореви; кожув «дублёнка» — кожуви. Исключение составляют слова Влав «влах, арумын» — Власи и сиромав «бедняк», «нищий» — сиромаси.
У односложных существительных мужского рода в большинстве случаев отмечается окончание -ови/-еви: син «сын» — синови; град «город» — градови; филм «фильм» — филмови; крст «крест» — крстови; леб «хлеб» — лебови; нож «нож» — ножеви/ножови; ден «день» — дни, денови; крај «край» — краеви; крал «король» — кралеви; меч «меч» — мечеви. У некоторых существительных — названий лиц мужского пола отмечается окончание -овци/-евци: татко «отец» — татковци; чичко «дядя» — чичковци, в том числе имена собственные Иван — Ивановци; Петре — Петревци. Наличие -о или -е в окончаниях указанных форм множественного числа частично зависит от фонетических условий — от качества гласной корня или от мягкости/твёрдости конечной согласной. К существительным на -ж, -ш, -ч, -ј обычно присоединяется окончание -еви, у остальных существительных, как правило, отмечается окончание -ови. При этом, если в основе существительных на -ж, -ш, -ч, -ј имеется гласная -о-, то в этих словах обычно встречается окончание -еви, если же в основе гласная -е-, то окончанием обычно будет -ови: меч — мечеви; бој «бой» — боеви; кеј «набережная» — кејови; син «сын» — синови. От этого правило имеется большое число отступлений: еж «ёж» — ежови; крал — кралеви и т. д.
Существительные женского рода: жена «жена, женщина» — жени; марка «марка» — марки; карта «карта» — карти; земја «земля» — земји; ученичка «ученица» — ученички; ноќ «ночь» — ноќи; радост «радость» — радости; глупост «глупость» — глупости.
В некоторых говорах Восточной Македонии в формах множественного числа мужского рода отмечается окончание -е: овчар «пастух» — овчаре (литер. македон. овчари); монастир «монастырь» — монастире (литер. монастири); орач «пахарь» — ораче (литер. орачи).
У односложных существительных мужского рода в восточных македонских говорах выступает старая флексия -ове, в говорах Западной Македонии (а также в тиквешско-мариовских говорах юго-восточного диалекта) отмечается окончание -ој: леб «хлеб» — лебој (литер. лебови); вол «вол» — волој (литер. волови). В говорах северномакедонского диалекта (как и в соседних с ними южносербских говорах), а также в реканских и корчанских говорах в формах множественного числа женского и мужского рода на -а отмечается окончание -е: жена «жена, женщина» — жене (литер. жени); душа «душа» — душе (литер. души); судија «судья» — судије (литер. судии).
Особые формы множественного числа имеют существительные мужского рода брат «брат» — браќа; човек «человек» — луѓе и женского рода ливада «луг» — ливаѓе; нога «нога» — нозе; рака «рука» — раце.
Существительные среднего рода во множественном числе имеют окончание -а: место «место» — места; село «село» — села; лето «лето» — лета; вретено «веретено» — вретена; писмо «письмо» — писма; решо «электроплитка» — реша/решоа; срце «сердце» — срца; училиште «школа» — училишта. Имеется также продуктивный вариант окончания -а в форме -иња: пиле «цыплёнок» — пилиња; време «время» — времиња; прасе «поросёнок» — прасиња.
Особые формы множественного числа имеют существительные среднего рода небо «небо» — неба/небеса; чудо «чудо» — чуда/чудеса; рамо «плечо» рамена; око «глаз» — очи; уво «ухо» — уши; дете «ребёнок» — деца/дечиња.
В некоторых говорах Восточной Македонии вместо форманта -иња используются другие окончания: име «имя» — имена (литер. имиња); теле «телёнок» — телета (литер. телиња); прасе «поросёнок» — прасета (литер. прасиња). В ряде северномакедонских говоров во множественном числе среднего рода встречается окончание -ики/-иќи: прасе — прасики/прасиќи (литер. прасиња); пиле «цыплёнок» — пилики/пилиќи (литер. пилиња).
Согласование других частей речи с существительными множественного числа: голем град «большой город» — големи градови «большие города»; некој град «какой-то город» — некои градови «какие-то города»; овој град «этот город» — овие градови «эти города»; еден град «один город» — едни градови «одни города»; син напишал «сын написал» — синови напишале «сыновья написали»; син викал «сын кричал» — синови викале «сыновья кричали».
В классе мужского рода выделяется класс имён — названий лиц мужского пола. Слова этого класса согласуются с лично-мужской формой количественного числительного: двајца селани «двое крестьян»; двајца браќа «двое братьев»; тројца синови «трое сыновей»; тројца мажи «трое мужчин»; четворица студенти «четверо студентов»; петмина селани «пятеро крестьян»; седуммина мажи «семеро мужчин».

#### Счётная и собирательная формы
Существительные мужского рода (не-лица) образуют в сочетании с количественными числительными два «два»; три «три»; четири «четыре» формы счётного множественного числа с флексией -а: два коња «два коня»; два кладенца «два родника, источника»; три града «три города»; три дена «три дня»; четири учебника/учебници «четыре учебника».
По говорам отмечаются следующие различия в распространении счётного множественного числа: на западе Македонии — непоследовательное употребление данной формы, на востоке (а также в северо-западных говорах) — последовательное употребление.
Ряд существительных мужского и женского рода наряду с общей формой множественного числа имеют форму собирательного множественного числа, не употребляющуюся в сочетании с количественными определениями. Эта форма является в значительной степени лексикализованной, в современном македонском языке она переходит либо в обычное множественное число, либо в класс собирательных существительных. Форма собирательного множественного числа образуется с помощью флексий -је/-ја/-ишта: лист «лист» — лисје; роб «раб» — робје; кол «кол» — колје; град «город» — градје; рид «холм» — ридје; планина «гора» — планиње; камен «камень» — камење/камења; ремен «ремень» — ремења; пат «дорога, путь» — паќе; сноп «сноп» — снопје/снопишта; двор «двор» — дворишта; крај «край» — краишта; дол «долина» — долишта. Формы собирательного множественного числа согласуются с формами других частей речи как во множественном, так и в единственном числе (жолто снопје или жолти снопје «жёлтые снопы») с преобладанием согласования в единственном числе. В формах собирательного множественного числа на -је/-ја группы из трёх согласных упрощаются: /стј/ > /сј/ (лист — лисје).
Формы общего и собирательного множественного числа:
| род     | единственное число                               | множественное число                    | множественное число            |
| род     | единственное число                               | собирательная форма                    | общая форма                    |
| ------- | ------------------------------------------------ | -------------------------------------- | ------------------------------ |
| мужской | лист «лист» сноп «сноп» дол «долина» двор «двор» | лисје снопје/снопишта долишта дворишта | листови снопови долови дворови |
| женский | планина «гора» ливада «луг» година «год»         | планиње ливаѓе годиње                  | планини ливади години          |

#### Pluralia tantum
Имена существительные pluralia tantum могут употребляться только во множественном числе: алишта «одежда»; бечви «штаны» (устаревшее); скии «лыжи»; гаќи «штаны»; макарони «макароны»; гради «груди»; јасли «ясли»; очила «очки»; ногари «стойка, подставка»; плеќи «плечи, опора»; шалвари «шаровары».

### Таблица форм по родам и числам
Формы существительных трёх родов единственного и множественного числа (в скобках указаны чередования в основе при образовании форм множественного числа):
| род     | основа                                      | число        | число | число         | число         | число |
| род     | основа                                      | единственное | единственное | множественное | множественное | множественное |
| род     | основа                                      | флексия      | пример | суффикс       | флексия       | пример |
| ------- | ------------------------------------------- | ------------ | --- | ------------- | ------------- | --- |
| мужской | одно- сложная                               | -ø           | син «сын» град «город» бој «бой» нож «нож» | -ов-/-ев-     | -и            | син-ов-и град-ов-и бо-ев-и нож-ев-и |
| мужской | двух- сложная с беглым гласным              | -ø           | ветер «ветер» огин «огонь» | -ов-          | -и            | ветр-ов-и (-е/-ø) огн-ов-и (-и/-ø) |
| мужской | одно- сложная и неодно- сложная             | -ø           | заб «зубы» коњ «конь» волк «волк» ученик «ученик» белег «знак» успех «успех» граѓанин «гражданин» котел «котёл» театар «театр» лакот «локоть» | —             | -и            | заб-и коњ-и волц-и (-к/-ц) учениц-и (-к/-ц) белез-и (-г/-з) успес-и (-х/-с) граѓан-и (-ин/-ø) котл-и (-е/-ø) театр-и (-а/-ø) лакт-и (-о/-ø) |
| мужской | основа с флексией -а                        | -а           | слуга «слуга» војвода «воевода» судија «судья»                                                                                                | —             | -и            | слуг-и војвод-и суди-и |
| мужской | лица и личные имена                         | -о -е -ø -а  | татко «отец» вујче «дядя» Петре Драган Илија                                                                                                  | -овц-/-евц-   | -и            | татк-овц-и вујч-евц-и Петр-евц-и Драган-овц-и Или-евц-и                                                                                     |
| мужской | основа с флексией -ø                        | -ø           | даб «дуб» пат «путь» корен «корень» | -j-           | -e            | даб-j-е пат-j-е/ /паќ-е (-т/-ќ) корењ-е (-н/-њ)                                                                                             |
| мужской | одно- сложная основа с флексией -ø          | -ø           | сноп «сноп» пат «путь» сон «сон» | -ишт-         | -а            | сноп-ишт-а пат-ишт-а сон-ишт-а/ сн-ишт-а |
| женский | основа с флексией -ø                        | -ø           | ноќ «ночь» глупост «глупость» радост «радость»                                                                                                | —             | -и            | ноќ-и глупост-и радост-и |
| женский | основа с флексией -а                        | -а           | жена «жена, женщина» земја «земля» | —             | -и            | жен-и земј-и |
| женский | основа с флексией -ø                        | -ø           | планина «гора» ливада «луг» | -j-           | -е            | планињ-е (-н/-њ) ливаѓ-е (-д/-ѓ) |
| средний | основа с флексией -о                        | -о           | место «место» село «село» друштво «группа» | —             | -а            | мест-а сел-а друштв-а |
| средний | основа с флексией -о                        | -о           | дрво «дерево» крило «крыло» | -j-           | -е/-а         | дрв-j-е крил-j-e/ крил-j-а |
| средний | основа на -ц, -j, -њ, -шт, -и с флексией -е | -е           | лице «лицо» лозје «виноградник» учење «ученье» училиште «школа» решение «решение»                                                             | —             | -а            | лиц-а лозј-а учењ-а училишт-а решени-j-а |
| средний | другие основы с флексией -е                 | -е           | семе «семя» клише «клише» прасе «поросёнок» време «время»                                                                                     | -ињ-          | -а            | сем-ињ-а клиш-ињ-а/ клише-а прас-ињ-а врем-ињ-а                                                                                             |
| средний | заимство- вания на -е́, -у́, -и́, -о́           | -ø           | ателје «ателье» интервју «интервью» жири «жюри» решо «электроплитка» ниво «уровень»                                                           | —             | -и/-а         | ателје-а интервју-и/ /интервју-а жири-ј-а решо-а/реш-а ниво-а                                                                               |
| средний | субстанти- вированные прилага- тельные      | -о           | животно «животное» | —             | -и            | животн-и |

## Артикль
В классе нарицательных существительных в македонском языке, так же, как и в болгарском, существует противопоставление слов по признаку определённости — неопределённости (определеност и неопределеност). Определённость выражается при помощи определённого постпозитивного артикля (или членной морфемы, члена), выступающего в дейктической и анафорической функциях. Неопределённость в основном выражается отсутствием у существительного определённого артикля. Членная морфема присоединяется к флексии существительного или же (при наличии определяемых слов перед существительным) к флексии первого слова именной синтагмы (включающей существительные, прилагательные, местоимения или числительные). Несмотря на то, что артикль является подвижным, он связан только лишь с существительным. Употребление артикля без существительного невозможно:
- неопределённость — соба «комната»; маса «стол»;
- определённость — собата «(эта) комната»; големата соба «(эта) большая комната»; мојата голема соба «(эта) моя большая комната»; масата «(этот) стол»; работната маса «(этот) рабочий стол»; големата работна маса «(этот) большой рабочий стол».

Определённая форма существительного употребляется в случае, если предмет или понятие, которое выражает существительное, является известным для говорящего, рассматривается в полном объёме. Если же речь идёт о каком-либо одном или нескольких любых предметах из общего объёма предметов, составляющих данное понятие, то определённая форма не требуется: Дај ми го моливот «Дай мне карандаш» (речь идёт о конкретном, определённом, известном говорящему карандаше), но Дај ми молив «Дай мне карандаш» (речь идёт о карандаше вообще, о каком-нибудь, любом, всё равно каком карандаше); Моливот е средство за пишување «Карандаш — орудие письма» (имеется в виду название всего класса предметов, который противопоставляется другим классам); Моливите се на масата «Карандаши находятся на столе» (речь идёт о всех, имеющихся в наличии, карандашах, находящихся на определённом, конкретном, известном столе) и т. д.
Имена собственные, как правило, выступают без артикля, их определённость выражается семантикой. Исключение составляют некоторые географические названия, употребляемые с членной морфемой (Алпите Альпы; Медитеранот Средиземное море) и уменьшительно-ласкательные имена лиц мужского и женского рода на -о, -е (Ванчото; Гоцето; Ленчето).
Традиционно постпозитивные артикли считаются аффиксами, но иногда артикли могут рассматриваться как клитики (которыми они являются по происхождению). Это происхождение отражается, в частности, в непоследовательности, с которой артикль мужского рода вызывает чередования «гласный ~ ø» в существительных.
В отличие от болгарского, в македонском литературном языке и в говорах его западного диалекта артикль представлен в так называемой тройственной форме: с морфом -т- и с морфами -в-/-н-. Первый вариант артикля, не выражающий пространственного или временного признака, противопоставляется двум остальным, представляющим признак нахождения предмета в пространстве относительно говорящего (1-го лица) или собеседника (2-го лица) — близость/удалённость: книгата «(эта) книга» (без указания на положение предмета) — книгава «(вот эта) книга» (близость предмета) — книгана «(та) книга» (удалённость предмета). Так, например, в предложении Дај ми ја книгата «Дай мне книгу» речь идёт об известной книге, которую только что обсуждали или которая находится около собеседника, или которую он держит. Точно так же и в предложении Земи ја книгата «Возьми книгу» говорится о книге, которая находится около говорящего или собеседника, о которой шла речь, об известной книге. В случаях же типа Земи ја книгава «Возьми эту книгу» и Дај ми ја книгана «Дай мне ту книгу» дополнительно даётся указание на близость/удалённость предмета. Разные формы членных морфем могут также уточнять время: Сум (бев) овде до крајот на годината «Я (был) здесь до конца (известного, определённого) года»; Сум овде до крајот на годинава «Я здесь до конца (этого) года». Подобное противопоставление, не выражающее пространственный или временной признак или выражающее его с указанием на близость/удалённость, свойственно и указательным местоимениям: тој «этот» (без указания на пространственную ориентацию) — овој «этот» (рядом с говорящим) — оној «тот» (далёкий от говорящего).
В случае, если в именном слове присутствует указательное местоимение, то, согласно нормам литературного языка, употребление артикля не требуется. Между тем, в разговорном языке артикль в этой ситуации может использоваться: овие децава «(вот эти) дети» (литер. овие деца).
Практически артикли с морфами -в-/-н- в современном македонском языке всё чаще применяются в оценочно-экспрессивном значении. При этом для указания пространственного положения в основном выступает артикль с морфом -в- (во писмово се вклучува… «В это письмо входит…»), а в выражении эмоций — артикль с морфом -н- (женана/мужон — при упоминании, например, ссорящихся супругов друг о друге): Детево ми плаче зашто е болно «Ребёнок у меня плачет, потому что болен» — детево употребляется в значении «родненький, бедный ребёнок»; Смири го детено да не вреска «Успокой ты этого ребёнка, чтобы не вопил» — детено употребляется в значении «противный, капризный ребёнок».
Помимо отсутствия у существительного определённого члена, неопределённость может выражаться сочетанием существительного с числительным (местоимением) еден «один»: еден човек «один человек»; една жена «одна женщина»; едно место «одно место»; едни луѓе «одни люди»: Се запознав со една жена. И женава (жената) ми вели… «Познакомился я с одной женщиной. И женщина эта мне говорит…» Иногда определённость — неопределённость существительного может быть выражена с помощью предлогов: во среда «в среду, по средам»; в среда «в ближайшую, будущую среду»; во средата «в прошлую среду».
В говорах возможны различные фонетические оформления форм определённого члена: -от (-ăт, -ат, -ут, -ет, -о, -ă, -а, -у, -е), -та (-та̣), -то (-ту), -те (-те̣), -ов (-ăв, -ав), -он (-ăн, -ан), а также склоняемые формы типа -(о)того, -(о)тому, -ту, -туј, -тим, -(о)вого, -(о)вому, -ву, -вим, -(о)ного, -(о)ному, -ну, -ним и т. п. Форма -ăт на месте -от, например, характерна для северномакедонских говоров.
В ряде говоров, прежде всего в юго-восточном диалектном ареале, тройственный артикль отсутствует, имеются только общие формы определённости -от, -та, -то, -те. По различию формы членной морфемы мужского рода единственного числа противопоставляются говоры Западной и Восточной Македонии: на западе распространена форма -от, на востоке (а также в некоторых западномакедонских говорах — битольских и прилепских) — форма -о: лебо «(этот) хлеб» (литер. и западномакед. лебот); дено «(этот) день» (литер. и западномак. денот). В малешевско-пиринских говорах на месте -о представлен алломорф -е: кл’уче «(этот) ключ» (литер. клучот).
Членные морфемы несут на себе показатели рода и числа (наиболее точно род и число показывает определённый член, присоединяемый к согласованному определению перед существительным — к прилагательному, местоимению или числительному). Форма членной морфемы зависит от состава флексии существительного.
Членные морфемы -от, -ов, -он присоединяются только к существительным мужского рода в форме единственного числа с флексией -ø после согласной: волкот «волк»; волков; волкон. Членные морфемы -та, -ва, -на в единственном числе характерны для форм существительных женского и мужского рода. Данные морфемы присоединяются к формам женского рода с флексией -ø после согласной (ноќта «ночь»; ноќва; ноќна) и к формам мужского и женского рода с флексией -а (жената «жена, женщина»; женава; женана; комшијата «сосед»; комшијава; комшијана). В формах множественного числа члены -та, -ва, -на присоединяются к существительным мужского и среднего рода на -а: браќата «братья»; браќава; браќана; писмата «письма»; писмава; писмана. Членные морфемы -то, -во, -но в формах единственного числа употребляются с существительными мужского и среднего рода. Они присоединяются к формам мужского рода на -о и -е, обозначающим лиц (дедото «дед»; дедово; дедоно; вујчето «дядя»; вујчево; вујчено; аташето «атташе»; аташево; аташено), а также ко всем формам среднего рода на -о, -е, -и и -у (писмото «письмо»; писмово; писмоно; јајцето «яйцо»; јајцево; јајцено; таксито «такси»; таксиво; таксино; бижуто «бижутерия»; бижуво; бижуно). Кроме того, морфемы -то, -во, -но присоединяются к существительным мужского рода в форме множественного числа, оканчивающимся на -(j)е: лисјето «листва»; лисјево; лисјено. Членные морфемы -те, -ве, -не употребляются с существительными всех родов только в формах множественного числа на -е, -и: волците «волки»; волциве; волцине; рацете «руки»; рацеве; рацене; очите «глаза»; очиве; очине.
Формы определённого постпозитивного артикля (члена) существительных:
| тип определённости  | единственное число | единственное число                                                    | единственное число                                                               | множественное число                                                                     | множественное число                  | множественное число                              |
| тип определённости  | мужской род | женский род                                                           | средний род                                                                      | мужской род                                                                             | женский род                          | средний род                                      |
| ------------------- | --- | --------------------------------------------------------------------- | -------------------------------------------------------------------------------- | --------------------------------------------------------------------------------------- | ------------------------------------ | ------------------------------------------------ |
| общая форма         | заб-от «зуб» град-от «город» брат-от «брат» лист-от «лист» слуга-та «слуга» комшија-та «сосед» татко-то «отец» аташе-то «атташе» | жена-та «жена, женщина» земја-та «земля» рака-та «рука» ноќ-та «ночь» | место-то «место» лице-то «лицо» пиле-то «цыплёнок» јајце-то «яйцо» око-то «глаз» | заб-и-те град-ов-и-те браќ-а-та лис-је-то слуг-и-те комши-и-те татк-овц-и-те аташе-и-те | жен-и-те земј-и-те рац-е-те ноќ-и-те | мест-а-та лиц-а-та пил-ињ-а-та јајц-а-та оч-и-те |
| близость объекта    | заб-ов град-ов брат-ов лист-ов слуга-ва комшија-ва татко-во аташе-во                                                             | жена-ва земја-ва рака-ва ноќ-ва                                       | место-во лице-во пиле-во јајце-во око-во                                         | заб-и-ве град-ов-и-ве браќ-а-ва лис-је-во слуг-и-ве комши-и-ве татк-овц-и-ве аташе-и-ве | жен-и-ве земј-и-ве рац-е-ве ноќ-и-ве | мест-а-ва лиц-а-ва пил-ињ-а-ва јајц-а-ва оч-и-ве |
| удалённость объекта | заб-он град-он брат-он лист-он слуга-на комшија-на татко-но аташе-но                                                             | жена-на земја-на рака-на ноќ-на                                       | место-но лице-но пиле-но јајце-но око-но                                         | заб-и-не град-ов-и-не браќ-а-на лис-је-но слуг-и-не комши-и-не татк-овц-и-не аташе-и-не | жен-и-не земј-и-не рац-е-не ноќ-и-не | мест-а-на лиц-а-на пил-ињ-а-на јајц-а-на оч-и-не |

## Падежные отношения

### Аналитический способ выражения
Падежная система в македонском языке утрачена вследствие влияния языков балканского союза. Падежные отношения выражаются при помощи аналитических средств: порядком слов, с помощью предлогов и с помощью дублирующих существительное местоимений: една чаша чај «одна чашка чая»; младич чека девојка «молодой человек ждёт девушку» и девојка чека младич «девушка ждёт молодого человека» — с субъектом действия в начале фразы; му реков на брат «сказал брату» — с предлогом на и кратким местоимением му в косвеннообъектной форме / дательном падеже.
С помощью предлогов выражаются следующие синтаксические отношения:
- локативность: Таа оди на кино «Она идёт в кино»; Влегов во собата «Я вошёл в комнату»;
- темпоральность: Ќе дојдам по еден час «Я приду через час»; Се вратив пред два часа «Я вернулся два часа тому назад»;
- инструментальность: Работам со лопата «Я работаю лопатой»;
- социативность: Работам со еден колега «Я работаю с одним коллегой»;
- объект при глаголах «идеальной деятельности»: Читам за војната «Читаю о войне» и т. п.

В случае, если существительное обозначает адресата, образуется следующая конструкция: краткое личное местоимение в дательном падеже + предлог на «на, в» + существительное-адресат: Им велам на децата «Говорю детям».
Несогласованные определения-существительные с предлогом на, реже — од «от, из, с» могут выражать значение принадлежности: Му ја давам на Иван мојата книга «Даю Ивану мою книгу», Роман од Славко Яневски «Роман Славко Яневского».
Австралийский славист Р. де Брей отмечает соответствия предлогов, употребляющихся для выражения падежных форм, и падежей, утраченных в македонском языке:
- родительный падеж — предлоги од; на; до «до, у, около, рядом»: лево од патот «слева от дороги»; прстен од злато «перстень из золота»; покрив на куќата «крыша дома»; висок до небо «высотой до неба»;
- дательный падеж — предлоги до; на; кај «у, к»; кон «у, к»; при «на, в, возле, у»: тој е осуден на смрт «его приговорили к смерти»; кај бунарот «к колодцу», љубов кон татковината «любовь к отечеству»;
- творительный падеж — предлог со «с»: со Никола «с Николой»; со метла «метлой»; со таа форма «той формой»;
- местный падеж — предлоги в(о) «в»; на; при: живеам во Скопје «я живу в Скопье»; на масата «на столе».

Также распространены беспредложные конструкции, например, при обозначении количества: две чаши вода «два стакана воды»; група студенти «группа студентов».

### Остатки падежной системы
Несмотря на утрату синтетического типа склонения, в македонском языке всё ещё сохраняются звательная форма (вокатив) (в мужском и женском роде) и факультативная не-номинативная падежная форма, образуемая классом названий лиц мужского пола (имён собственных и некоторых нарицательных имён, обозначающих лиц). Данные формы для литературного языка не являются обязательными и имеют тенденцию к сокращению употребления и в речи, и на письме. В некоторых случаях падежные формы как остаточные явления сохранились в таких словах, как, например, збогум «прощай» (творительный падеж от слова «бог»).
Помимо литературного языка формы тех или иных падежей сохраняются в живом употреблении также в некоторых македонских говорах. Например, по всей территории северномакедонского диалекта отмечается распространение формы косвенного падежа существительных женского рода с флексией -у: дом на културу «дом культуры» (литер. дом на култура). В некоторых западномакедонских говорах сохраняются формы дательного падежа личных имён и названий, обозначающих родство: Стојану (от Стоян Стоян); Петреве (от Петр Петр); Маре (от Мара Мара); мајке (от мајка «мать»); сестре (от сестра «сестра»). В целом, распространение косвенных падежей существительных характерно для западномакедонских говоров (а также для северо-восточных говоров), на востоке же распространение косвенных падежей практически не отмечается.

#### Звательная форма
Звательная форма характерна только для единственного числа одушевлённых существительных мужского и женского рода на -а и -ø, а также для слова деца «дети», она выражается флексиями -е, -у, -о, -ø. Не имеют звательной формы существительные мужского рода на -ц, -о, -е; мужские имена собственные на -а, -и, -к, -г; существительные женского рода на согласную и уменьшительные существительные на -е, -и (Лиле; Вики). Существительные на -(џ)ијa в звательной форме теряют -ja. Флексия -о характерна для вокатива женского рода, исключение составляют формы на -ица и -ка, имеющие в звательной форме флексию -е (исключения: мајка «мать»; тетка «тётя»). Флексия -у в целом характерна для односложных существительных мужского рода, у остальных отмечается флексия -е (с чередованиями к/ч, г/ж, ц/ч), при этом в распределении флексий существует большое число исключений:
- друже (от друг «друг»); јуначе/јунаку (от јунак «герой»); човече/човеку (от човек «человек»); боже (от бог «бог»); старче (от старец «старик»); господине (от господин «господин»); пријателе (от пријател «приятель»); мајсторе (от мајстор «мастер»); куме (от кум «кум»); сваќе (от сваќа «сватья»); попаѓе (от попаѓа «попадья»); имена собственные: Иване (от Иван); Ратке (от Ратка); Василке (от Василка); Станке (от Станка);
- мажу (от маж «муж, мужчина»); другару (от другар «товарищ, приятель»); коњу (от коњ «конь»); бику (от бик «бык»); волку (от волк «волк»); смоку (от смок «уж»);
- жено (от жена «жена, женщина»); другарко (от другарка «подруга, знакомая»); сестро (от сестра «сестра»); душо (от душа «душа»); мајко (от мајка «мать»); лисицо (от лисица «лисица»); децо (от деца «дети»); имена собственные: Маријо/Марије (от Марија); Ангелино (от Ангелина)[~ 3][16];
- аџи (от аџијa «богомолец, паломник»); комши (от комшија «сосед»).

В женском роде формы вокатива употребляются чаще, чем в мужском. Звательные формы и женского, и мужского рода часто могут заменяться общей формой, поскольку вокатив в македонском языке не является обязательным.

#### Не-номинативная форма
Не-номинативная форма выражается при помощи флексий -а/-та/-ја. Она употребляется факультативно наряду с общей формой и ограничивается небольшим кругом существительных мужского рода — в основном это имена собственные, термины родства, слова типа човек «человек»; бог «бог»; ѓавол «дьявол»; господ «господь». Использование не-номинативной формы по отношению к домашним животным считается диалектной. Не-номинативная форма выступает в роли прямого дополнения, а также вместе с предлогами в роли косвенного дополнения или обстоятельства.
Существительные на согласную, -о или -и в не-номинативной форме имеют окончание -а/-ја, существительные на -е в косвенной форме имеют окончание -та: брат «брат» — брата; син «сын» — сина; татко «отец» — татка; имена собственные: Драги — Драгијa; Гоце — Гоцета. Форма косвенного падежа существительного сопровождается косвенной формой краткого местоимения: Го видов Ивана «Я видел Ивана»; Му реков на Ивана пред Гоцета «Я сказал Ивану до Гоце»; На Андона му стана мило «Андону стало приятно»; Виде се што стана со Андона «Увидел всё, что стало с Андоном», но также Го видов Иван; На Андон му стана мило; Виде се што стана со Андон.

#### Таблица форм по падежам
Формы общего, звательного и не-номинативного падежей (в скобках указаны типы флексий существительных):
| род     | падеж | падеж                                    | падеж                                       |
| род     | общая форма | звательная форма                         | не-номинативная форма                       |
| ------- | --- | ---------------------------------------- | ------------------------------------------- |
| мужской | Гроздан (-ø) зет (-ø) «зять» волк (-ø) «волк» Марко (-о) татко (-о) «отец» Диме (-е) чиче (-е) «дядя» Илија (-а) војвода (-а) «воевода» комшија (-ија) «сосед» | Гроздане зете/зету волку — војводо комши | Гроздана зета — Марка татка Димета чичета — |
| женский | Марија (-а) жена (-а) «жена, женщина» Ратка (-ка) сваќа (-ка) «сватья» песна (-а) «песня» рака (-а) «рака»                                                     | Маријо жено Ратке сваќе —                | — —                                         |
| средний | деца (-а) «дети» | децо                                     | —                                           |

## Одушевлённость
Категория одушевлённости — неодушевлённости, которая во многих славянских языках выражается в особенностях склонения, в македонском языке грамматическими средствами не показывается, что объясняется отсутствием у македонских существительных падежных форм. Различия между одушевлёнными и неодушевлёнными существительными могут проявляться только семантически при подстановке вопросительных местоимений кој «кто» и што «что»: Кој е? — сестра «Кто это? — сестра»; Што е? — книга «Что это? — книга». Противопоставление по одушевлённости — неодушевлённости отчасти выражено у существительных мужского рода, но оно ограничено согласованием только с количественными числительными, относится к выделению слов со значением лица — не-лица и является в литературном языке факультативным. Для всех остальных существительных оппозиция по одушевлённости — неодушевлённости полностью нейтрализована.

## Степени сравнения
Частицы по- и най-, являющиеся показателями степеней сравнения, в македонском языке могут присоединяться не только к прилагательным и наречиям, но также и к существительным: мајстор «мастер» — помајстор «больший мастер» (сравнительная степень) — најмајстор «самый лучший мастер» (превосходная степень).

## Синтаксические функции
Синтаксические функции имени существительного — это прежде всего функции подлежащего и дополнения. Имя существительное подчиняет согласуемое определение и как подлежащее координируется со сказуемым.
Как субъект имя существительное выступает в базовом порядке слов, выражающем субъектно-объектные отношения, в основном на первой позиции. Как объект — на последней позиции. В неопределённой форме порядок слов — SVO, в определённой форме — после S (субъекта) добавляется краткое местоимение в винительном падеже: Иван чита книга «Иван читает книгу»; Стојан ја сака Мария «Стоян любит Марию», буквально, «Стоян её любит Марию». В случае, если в качестве прямого дополнения выступает нарицательное существительное с определённым артиклем или имя собственное, возможен порядок слов OVS: Иван го сака Марија «Ивана любит Мария», буквально «Ивана его любит Мария».

## Словообразование
К основному способу словообразования имён существительных в македонском языке относят суффиксацию. Кроме того, для образования существительных используются префиксация, словосложение, субстантивация прилагательных и другие способы, а также их различные комбинации.
Суффиксация: на основе существительного (коњ «конь» — коњаник «всадник» — коњче «лошадка»), на основе прилагательного (воден «водяной, водный» — воденица «водяная мельница» — воденичар «мельник»), на основе глагола (бере «берёт» — берба «сбор»; знае «знает» — знаење «знание»).
При образовании отглагольных существительных продуктивны суффиксы -ње, -ние и -ба, первые два из которых обозначают процесс действия: самоопределување — самоопределба «самоопределение» (самоопределување на народот «самоопределение народа», но право на самоопределба «право на самоопределение»); венчање «венчание»; читање «чтение»; седење «сидение»; решавање «решение (процесс принятия решения)»; решение «решение (постановление)»; прашање «вопрос»; средба «встреча». Менее распространены словообразовательные суффиксы -ø, -а, -ачка, -еж, -ство, -ка: влезе «входит» — влез «вход»; намери «намеревается» — намера «намерение»; јаде «ест» — јадачка «еда»; бакне «целует» — бакнеж «поцелуй»; предава «предаёт» — предавство «предательство»; изработи «делает, производит» — изработка «производство».
Суффикс -ство используется чаще всего при образовании от других частей речи абстрактных существительных: цар «царь» — царство «царство»; богат «богатый» — богатство «богатство»; јунак «герой» — јунаштво «героизм».
От существительных мужского рода с суффиксами -ар, -ач, -тел добавлением конечной -ка и от существительных мужского рода с суффиксами -ец и -ник добавлением конечной -(н)ица образуются формы существительных женского рода: вража «ворожит, колдует» — вражар, вражач, вражалец «знахарь, колдун» — вражарка, вражачка, вражалка, вражалица «знахарка, колдунья»; предава «предаёт» — предавник «предатель» — предавница «предательница».
При образовании отадъективных существительных используются суффиксы -ец, -ица, -(н)ик, -(j)ак, -(j)ачка, -ина, -ство, -ост, -еж: убав «красивый» — убавец «красавец» — убавица «красавица» — убавина «красота». Эти же суффиксы используются при образовании новых существительных от исходной формы другого существительного: свиња «свинья» — свињарка «свинарка» — свињарник «свинарник» — свињарство «свиноводство» — свинштина «грязь, свинство».
Суффиксация используется при образовании диминутивов: брат «брат» — брате, братле, братче, братенце, братец, братуле, браток; книга «книга» — книже, книжица, книвче, книшка, книжуле; мома «дева, девушка» — момичка, момиче, момиченце; месо «мясо» — мевче; дете «ребёнок» — детенце; сонце «солнце» — сонцуле.
Относительно продуктивными при образовании существительных остаются суффиксы турецкого происхождения -џијa (-џика), -лак, -ана: јабанџија «иностранец» (јабанџика «иностранка»); ловџија «охотник»; јавашлак «лень»; војниклак «военная служба»; меана «таверна»; пилана «лесопилка». В число таких существительных входит немало слов с пейоративным и ироничным оттенком, характерных, как правило, для разговорной речи: фудбалџија «бездарный футболист». Иностранное происхождение имеют также такие широко распространённые суффиксы, как -ист и -изам, с помощью которых образованы прежде всего слова-интернационализмы: социјалист «социалист»; социјализам «социализм».
В сравнении с суффиксацией префиксация является менее распространённым способом образования существительных. Наиболее часто встречаются префиксы само-, пра-, а также префикс греческого происхождения анти-: самопридонес «вклад, взнос, пожертвование»; прапрадедо «прапрадед». Кроме того, отмечается комбинированный способ префиксации с суффиксацией: пат «путь» — распаќе «перекрёсток».
Словосложение: с инфиксацией (риболов «рыбная ловля»; водовод «водопровод»; југозапад «юго-запад»; умотворба «творческое произведение»; минофрлач «миномёт»; земјотрес «эемлетрясение»); без инфиксации (ороводец «ведущий в хороводе»; кинореклама «кинореклама»; предлог-резолуција «проект резолюции»; педесетгодишнина «пятидесятилетие»; молчи-толчи «коварный человек, интриган»; зајдисонце «закат»; Илинден Ильин день).
Субстантивация прилагательных: болен «больной»; стариот «отец, дед»; старата «мать, бабушка»; старите «(мои) старики, (мои) родители».
Также в македонском языке имеются аббревиатуры, например, САД (Соединети Американски Држави) США (Соединённые Штаты Америки). Данный способ не играет существенной роли в словообразовании существительных, поскольку число аббревиатур в македонском языке невелико.

## Состав
Основной словарный состав имён существительных македонского языка, так же, как и состав остальных частей речи, составляют слова, принадлежащие общеславянской лексике: човек «человек»; маж «муж, мужчина»; жена «жена, женщина»; дете «ребёнок»; син «сын»; ќерка «дочь»; брат «брат»; сестра «сестра»; село «село»; град «город»; земја «земля, страна»; небо «небо»; леб «хлеб»; месо «мясо»; риба «рыба»; птица «птица»; дрво «дерево»; трева «трава».
Непосредственные междиалектные и межъязыковые контакты македонского народа с народами, живущими на Балканах, длившиеся в течение более, чем тысячи лет, способствовали проникновению в македонский язык многочисленных заимствований. Новые слова заимствовались преимущественно из имевших в разное время престиж в регионе греческого, сербского и турецкого языков. В гораздо меньшем количестве македонский язык пополнялся лексикой из соседних языков, не имевших престижа: албанского и арумынского.
К заимствованиям греческого происхождения относятся существительные культурно-книжной христианской и бытовой лексики: манастир «монастырь»; парастос «панихида»; Евангелие Евангелие; кандило «лампада»; илјада «тысяча»; панаѓур «ярмарка».
К заимствованиям турецкого происхождения относятся существительные-термины сферы государственного устройства и управления, а также сферы хозяйственно-экономической жизни, ставшие в большинстве своём историзмами, и существительные бытовой лексики: шеќер «сахар»; ракија «водка»; чаршав «покрывало, скатерть, простыня»; таван «потолок, чердак»; кат «этаж»; чорап «чулок, носок»; занает «ремесло»; алат «инструмент»; бакар «медь»; челик «сталь»; памук «хлопок»; филмаџuја «киношник»; војниклак «воинская служба».
К заимствованиям сербского происхождения относятся существительные политической и научной терминологии (в числе которых калькирование и заимствование интернационализмов посредством сербского языка), а также существительные бытовой лексики: доход «доход»; извештај «отчёт»; побарувачка «спрос»; континуитет «преемственность»; просперитет «процветание»; прецизност «точность»; резултат «результат».
Существительные албанского происхождения встречаются прежде всего в разговорной речи и в диалектах: чупа «девушка».
Традиционная книжная церковнославянская, а также культурная южнославянская (болгарская и сербская) лексика заменяется в современном литературном языке на слова, образованные по продуктивным македонским словообразовательным моделям, в их числе такие существительные, как состојание — состојба «состояние»; желание — желба «желание»; течение — тек «течение»; движение — движење «движение»; рачун — сметка «счёт»; сведение — податок «сведение».
В последнее время лексический фонд македонского языка, включая имена существительные, активно пополняется из немецкого, французского, английского и других западноевропейских языков. Часть новых заимствований подвергается адаптации: паркинг «парковка, автостоянка» — паркинзи; фри-шоп «магазин беспошлинной торговли (дьюти-фри)» — фри-шопови. Часть новой заимствованной лексики, в основном на -и, -у обычно сохраняет исконную форму: такси «такси»; интервју «интервью».

## История имени существительного
Имя существительное в диалектах праславянского языка, давших начало современному македонскому языку, характеризовалось категориями рода (мужской, женский и средний), числа (единственное, двойственное и множественное) и падежа (именительный, родительный, дательный, винительный, творительный, местный и звательный).

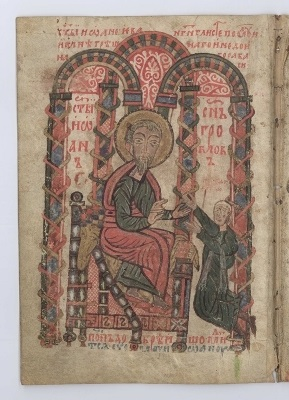
«Добрейшово Евангелие»
(начало XIII века), в котором отмечаются формы с постпозитивным членом

Одним из ранних изменений грамматической системы, коснувшимся системы имён прамакедонских диалектов, стала утрата двойственного числа. Остатки этих форм, такие, как раце «руки», нозе «ноги», уши «уши», очи «глаза», счётные формы типа два дена «два дня» приобрели в современном македонском языке значение множественного числа. Поздне́е под влиянием соседних неславянских языков в прамакедонских диалектах произошло существенное преобразование падежной системы, в результате которой утвердилась одна падежная форма, а падежные отношения существительных стали выражаться аналитическими средствами. Кроме того, в имени существительном стала оформляться категория определённости — неопределённости.
Последние два из указанных изменений грамматической системы имени существительного стали частью значительной структурно-типологической перестройки, начавшейся в южнославянских прадиалектах (на территории современных Македонии, Болгарии и Южной Сербии), вероятнее всего, в XII—XIII веках. Причиной этой перестройки стало длительное и интенсивное контактное и конвергентное развитие южнославянских диалектов с соседними неславянскими языками балканского региона в условиях равнопрестижного многоязычия. Языковую общность, которую образовали македонский, болгарский, отчасти сербский, а также греческий, албанский и восточнороманские языки, принято называть балканским языковым союзом. Языковые изменения, протекавшие в рамках этого союза, практически не отражены в канонических текстах церковнославянских памятников, созданных на территории Македонии, но есть основания предполагать, что наиболее активно изменения грамматики македонских диалектов происходили в XIV—XV веках. В результате балканизации македонского языка к этому времени сформировались основные аналитические инновации: замена инфинитива конструкцией союза да с личными формами глагола настоящего времени; образование степеней сравнения с помощью приставок; развитие местоименной репризы дополнения; образование будущего времени глаголов с частицей ќе; образование глагольной категории результатива и пересказывательного наклонения и другие. В этом ряду произошло формирование признаков, напрямую коснувшихся имени существительного: утрата падежных форм, компенсируемая развитием предложных конструкций и иных аналитических средств, и оформление постпозитивного определённого члена (артикля), восходящего к указательному местоимению с корневыми -т-, -в- и -н-.
По мнению А. Е. Супруна и С. С. Скорвида, болгарские и македонские балканизмы, в числе которых явления, связанные с изменениями имени существительного, могли возникнуть «на славянской почве (и в любом случае оформлялись с использованием арсенала собственных средств), в связи с чем они нередко имеют параллели в небалканских славянских языках». Так, например, формирование постпозитивного определённого артикля отражено в старославянских текстах (ст.‑слав. падъ же ѹбо работъ, кланѣше сѧ емѹ «раб же (тот), упав, кланялся ему»); независимо от балканского ареала постпозитивные частицы сформировались в говорах севернорусского наречия (дом-от; жена-та; поле-то; избу-ту); конструкции с «именительным падежом объекта» при инфинитиве как начальный этап неразличения падежных форм, отмечаются как в старославянских памятниках (ст-слав. ѹготоваемъ ти ѣсти пасха «приготовим тебе вкушать пасху»), так и в древненовгородских грамотах (древненовг. въ волости твоеи толико вода пити «в твоем владении (осталось) только воду пить»).
Прежде чем в македонском языке утвердились аналитические формы выражения падежных отношений, в системе имени существительного произошло изменение праславянского типа склонения, зависящего от основы, на тип склонения, зависящий от категории рода. В частности, происходила контаминация склонения древних *-o и *-u-основ мужского рода. В дательном падеже единственного числа как обобщение окончаний разных основ сформировалась флексия -ови (ст.-слав. дѣлови, «Охридский апостол»; Исѹсови, Андрѣови); в именительном падеже множественного числа сложилась флексия -ове (ст.-слав. попове, сѫдове); в родительном падеже множественного числа — флексия -овъ (ст.-слав. плодовъ). Склонение основ на согласную сравнительно рано было заменено склонением по типу *-o-основы. Например, упростилось склонение *-n-основы (ст.-слав. камень, «Македонское Евангелие попа Йована» — ст-слав. камы). В именах существительных женского рода утратили особые типы склонения слова мати и дъшти, они стали склоняться по типу *-а-основы (современные мајка «мать»; ќерка «дочь» — форма мајка засвидетельствована уже в «Добрейшовом Евангелии»). С существительными на -а слились и формы ū-основы: ст-слав. црькы; смокы; ѩтры; свекры (современные црква «церковь»; смоква «инжир»; јатрва «ятровь»; свекрва «свекровь»). Типы склонения на твёрдую и мягкую основы были обобщены в одном типе склонения: жена «жена, женщина» — жени «женщины»; душа «душа» — души «души». В именах существительных среднего рода *-s-основа (ст-слав. слово) слилась с *-o-основой (ст-слав. село). В современном македонском сохранились лексикализованные формы *-s-основы: небеса «небеса»; чудеса «чудеса». Также произошла контаминация склонения *n-основы (име «имя» — имиња «имена») и *t-основы (теле «телёнок» — телиња «телята»). До нашего времени сохранились различия *-o-основы и *jo-основы (село «село» и поле «поле»). В конечном счёте, система склонения уже в древний период имела тенденцию к упрощению. В современном македонском языке сохранились различия во флексиях у односложных и многосложных существительных мужского рода, у существительных женского рода с основой на -а и с основой на согласную, а также у существительных среднего рода с основами типа село, срце «сердце» и теле.
Б. Конески отмечает спорадические примеры замены синтетического типа склонения аналитическим типом уже в памятниках XI—XII веков: ὦ славѫ въ славѫ, «Охридский апостол». Беспредложные конструкции в значении партитивности на месте конструкций с родительным падежом типа чаша вода, схожие с греческими и албанскими, появились в XII—XIII веках: множество пшеницѫ и вино, «Триодь Хлудова». На месте форм дательного падежа появились конструкции с предлогом на, на месте форм творительного падежа в значении инструментальности появились конструкции с предлогом со и т. д. Происходили изменения и в самих предложных конструкциях. Так, например, под влиянием балканских неславянских языков в конструкции на месте родительного падежа произошла замена предлога из на од: идам од град «идём из города» — сербохорв. идем из града. Подобная форма встречается уже в «Зографском Евангелии»: iсходѧште отъ града того. Процесс замены старой падежной системы происходил в течение длительного периода. Основная часть изменений завершилась к XV веку, но полностью синтетические формы в македонском языке остаются не вытесненными вплоть до настоящего времени. Часть этих форм сохраняется как в архаичных периферийных говорах, так и в литературном языке.
Совпадение форм именительного и винительного падежей происходило в прамакедонских диалектах в ранний праславянский период, оно отчасти затронуло также и небалканские славянские языки. Достаточно рано в процесс развития аналитического типа склонения были включены формы местного падежа, поскольку они уже употреблялись с предлогами. В памятниках также отмечаются примеры сравнительно раннего употребления общей формы при управлении и отрицании: имать животь вѣчныи; от рова не имѫшти вода, «Триодь Хлудова». Вытеснению синтетического типа склонения способствовало развитие омонимии падежей, в частности, под действием фонетических преобразований, например, переход ѧ > а привёл к совпадению форм именительного, винительного и творительного падежей. Эти процессы поддерживались помимо прочего языковым окружением — соседними балканскими языками, в которых также произошло упрощение склонения. Дольше всех сохранялись формы дательного падежа в значении посессивности и прямого объекта. Вероятно, они могли быть поддержаны балканскими языками, в которых формы родительного-дательного падежа также сохранялись.
Формы дательного падежа на -(о)ве, -(е)ве, отмечаемые в диалектах (Јанкове — от Янко Янко; Петреве — от Петр Петр), развились в результате контаминации конечного -ови от *-u-основы и -е (из -ѣ) от *-a-основы, подобные примеры встречаются в памятниках с XII века: ст-слав. геѡргиеве, «Битольская Триодь». Формы не-номинативного падежа мужского рода, факультативно используемые в македонском языке (Стојана — от Стоян Стоян; татка — от татко «отец»; Петрета — от Петр; вујчета — от вујче «дядя»), ведут своё происхождение от древней формы родительного-винительного падежа. Конечное -(е)та было образовано в них контаминацией окончания -а с окончанием форм среднего рода на -те от *t-основы (теле «телёнок»; ст.-слав. телѧте). В некоторых северномакедонских говорах окончание -те осталось неизменным: Маркоте — от Марко Марко.
Формы вокатива мужского рода на -у сложились из форм *-u-основы (ст-слав. сынѹ) и *-јо-основы (ст-слав. коню), исключая формы на -ьць (ст-слав. отьць — отьче). Распространение флексии -у было обусловлено необходимостью избежать омонимии с формами на -е, в том числе с диминутивами на -е (из -ѧ): формы вокатива в современном языке (волку — от волк «волк»; волу — от вол «вол») — диминутивы (волче, воле). В формах женского рода флексия -е следовала только за мягким согласным (ст-слав. дѹше), флексия -о — только за твёрдым согласным (ст-слав. жено), в современном языке распределение окончаний изменилось: флексия -о стала употребляться после -ц (лисицо — от лисица «лисица»), в ряде случаев после исторически мягких (душо — от душа «душа»; бељо — от беља «несчастье»); флексия -е стала употребляться после твёрдой согласной в конечной -ка (Ратке — от Ратка Ратка; Василке — от Василка Василка).

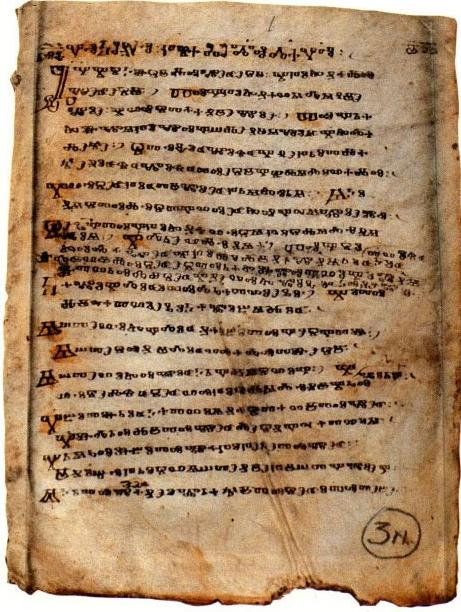
«Синайская псалтырь»
(XI—XII века), в которой отмечаются формы существительных множественного числа на -ови

Окончания собирательного множественного числа -ја, -је являются континуантами старых флексий собирательных имён существительных (ст-слав. листьѥ, братьѩ) и флексий форм множественного числа мужского рода от *-i-основы (ст-слав. пѫтьѥ, гостьѥ). В текстах памятников XII—XIII веков формы множественного числа на -ие встречаются сравнительно часто: ст-слав. мѫжие, пастирие, дѣлателие, фарисеие, «Македонское Евангелие попа Йована»; ст-слав. царие, стражие, «Вранешницкий апостол». Окончания счётного множественного числа мужского рода (два леба «два хлеба», пет дена «пять дней») являются старыми флексиями именительного-винительного падежа двойственного числа. Окончание общего множественного числа -и ведёт своё происхождение от флексий *-о- и *-јо-основ. В современном македонском языке -и является показателем множественного числа двухсложных и многосложных, а также некоторых односложных существительных типа заби «зубы», прсти «пальцы». Окончание -е, некогда широко употреблявшееся, является континуантом флексий от основ на согласную. Как показатель множественного числа -е отмечается в некоторых восточномакедонских говорах. Окончание -ови представляет собой континуант флексии -ове именительного падежа множественного числа от *-u-основы (ст-слав. сынове). Окончание -ове до настоящего времени распространено в юго-восточном македонском диалекте. В западной Македонии в результате контаминации -ове и -и окончание множественного числа односложных существительных приняло форму -ови (-ои, -ој после выпадения согласной в). Подобные формы встречаются в памятниках XI—XII веков (ст-слав. сынови, волови, «Синайская псалтырь»); XII—XIII веков (ст-слав. сынови, «Охридский апостол»; ст-слав. жидови, врачеви, «Болонская псалтырь»). Окончание -еве появилось как вариант после исторически мягких согласных. Окончание множественного числа женского рода с основой на согласную является континуантом старого окончания -и, окончание с основой на -а является континуантом старого окончания -ы (ст-слав. жены, овьцы). В некоторых говорах, прежде всего, в северномакедонских, произошло обобщение флексии множественного числа в -е (из -ѧ; дѹшѧ, овьцѧ). Формы множественного числа среднего рода на -иња, возможно, были образованы при смешении окончания -ена от *-n-основы (ст-слав. имена) и окончания собирательных форм женского рода -иње (планиње «горы»; пустиње «пустыня»). Новая форма, образуемая от существительных единственного числа на -е (море «море» — мориња, поле «поле» — полиња), вытеснила старые формы на -ѧта, -ена (ст.-слав. телѧта, имена). В некоторых восточных говорах старые формы сохраняются: имена «имена» (литер. имиња), телета «телята» (литер. телиња), прасета «поросята» (литер. прасиња), в северных говорах: прасики/прасиќи, пилики/пилиќи «цыплята» (литер. пилиња) — в соседних сербских говорах: прасићи, пилићи.
Артикли развились в македонском языке из указательных местоимений, находившихся в постпозиции. Данные формы в старославянских текстах встречаются достаточно рано. Сформировавшись до утраты склонения, членные морфемы имели падежные формы, какие отмечаются, например, в некоторых современных северномакедонских говорах: старцатого, старцутому, старцитим (от старец «старик»). Вероятнее всего, к XIII веку постпозитивный член уже являлся вполне сложившейся категорией: ст.-слав. злыотъ рабъ, «Добрейшово Евангелие». По мнению Б. Конеского, тройственная форма артикля была изначальной, обобщение её в формах -от, -та, -то, -те на части болгарско-македонской языковой территории произошло позднее.
В словообразовании имени существительного, основным способом которого является суффиксация, произошли незначительные изменения, связанные в основном с изменением продуктивности суффиксов. Ряд суффиксов (-ич, -ај) со временем потеряли продуктивность; ряд суффиксов, таких, как -ба и -еж, сохранили прежнюю продуктивность; у части суффиксов (-ач, -ачка) в настоящее время продуктивность возросла. Некоторые из суффиксов приобрели функцию адаптации заимствований, например, -џијa, -чијa адаптируют турецкие слова на -џи, -чи. Среди инноваций отмечаются возникшие под влиянием турецкого языка слова типа молчи-толчи «коварный человек», образованные с помощью форм императива; слова типа небет-шеќер «вид рафинированного сахара», образованные словосложением без инфиксации и флексий, и слова типа згора-згора «быстро, небрежно», образованные путём редупликации.
Пополнение лексического состава имён существительных, как и всей остальной лексики македонского языка, осуществлялось как путём образования слов по собственным славянским моделям, так и путём заимствований из других языков. Б. Конески выделяет три основных исторических этапа заимствований лексики в македонский язык: заимствование и калькирование слов из греческого языка, затем из турецкого языка и, наконец, на современном этапе — заимствование интернациональной лексики. Наряду с основными источниками заимствований в разные исторические периоды лексика перенималась из латинского, итальянского, сербского, албанского и других языков, в новейшее время — из немецкого, французского, английского и других западноевропейских языков.

## История изучения
Первым детальным исследованием имени существительного македонского литературного языка является работа советского и российского македониста Р. П. Усиковой «Морфология имени существительного и глагола в современном македонском литературном языке», опубликованная в 1965 году. В подготовке этой работы, тема которой к тому времени практически не исследовалась, были использованы тексты художественной и научной литературы, диалектологические данные и словари. Ранее описание имени существительного входило в обзорные грамматики македонского языка Х. Ланта 1952 года и Б. Конеского 1953—1954 годов.
В это же время и позднее короткие описания структуры имени существительного в рамках обзорных статей и монографий по македонскому языку издавались австралийским исследователем Р. Де Бреем (1951, переиздание 1980), американским македонистом В. А. Фридманом (1991, 2001) и другими лингвистами. Дополнительные публикации Р. П. Усиковой по данной теме увидели свет в 1977, 2003 и 2005 годах.
Исследованию истории имени существительного в македонском языке посвятил часть работы «Историја на македонскиот јазик» Б. Конески (1986).